# Ralliement mauricien
Cet article court présente un sujet plus développé dans : Parti mauricien social démocrate.
Le Ralliement mauricien est un parti politique mauricien fondé par Jules Koenig en 1953 dont la rhétorique fustige la potentielle « hégémonie hindoue » qui découlerait de l'indépendance et remplacerait « le modèle dominant occidental, chrétien et libéral sur le plan économique, et instaurerait une société indienne hindouisante socialiste. » (le parti travailliste mauricien est clairement ciblé par ce propos). 
En 1955, le parti est dissout et participe à la création du parti mauricien social démocrate. Ralliement mauricien a donc eu une existence de deux années, pendant la période coloniale britannique.

## Crédit
- Cet article est partiellement ou en totalité issu de l'article intitulé « Parti mauricien social démocrate » (voir la liste des auteurs).